# BRNS
BRNS (prononcé Brains) est un groupe de rock belge originaire de Bruxelles,,.